# Timulina
La timulina (también conocida como factor tímico o bajo su nombre antiguo Facteur Thymique Serique) es un nonapéptido producida por dos poblaciones epiteliales en el timo, fue primeramente descrito por Bach en 1977. La timulina requiere zinc para su actividad biológica.
Se cree que la hormona está involucrada en la diferenciación de las células T y el mejoramiento de las acciones de las células T y NK. Además de este efecto paracrino o autoorgánico en el sistema inmune dependiente del timo, la timulina también aparenta tener efectos neuroendocrinos. Existen interacciones bidireccionales entre el epitelio tímico y el eje hipotálamo-pituitario (por ejemplo, la timulina sigue un ritmo circadiano y los niveles fisiológicamente elevados de ACTH se correlacionan de forma positiva con los niveles plasmáticos de timulina y viceversa).
Un enfoque reciente ha sido el rol de la timulina como un efector en los mediadores proinflamatorios/citocinas. Un péptido análogo de la timulina (PAT) ha sido encontrado de tener efectos analgésicos en altas concentraciones y particularmente efectos neuroprotectores antiinflamatorios en el sistema nervioso central. El objetivo de la timulina para este efecto parece ser los astrocitos. Los investigadores esperan desarrollar medicamentos que impidan los procesos de la inflamación asociados con enfermedades neurodegenerativas e incluso el reumatismo con la ayuda de análogos de timulina.
La timulina ha sido asociada con la anorexia nerviosa.